# الخوار (كعيدنة)

تعديل مصدري - تعديل

الخوار هي إحدى قرى عزلة كعيدنة بمديرية كعيدنة التابعة لمحافظة حجة، بلغ تعداد سكانها 352 نسمة حسب تعداد اليمن لعام 2004.